# متروی پورتو آلگری
متروی پورتو آلگری (پرتغالی: Porto Alegre Metro) سیستم قطار شهری برقی در شهر پورتو آلگری، برزیل است.
این مترو که در تاریخ ۱ مارس ۱۹۸۵ تأسیس شده، دارای ۱ خط، ۲۲ ایستگاه و ۴۳٫۴ کیلومتر طول می‌باشد.

## نقشه

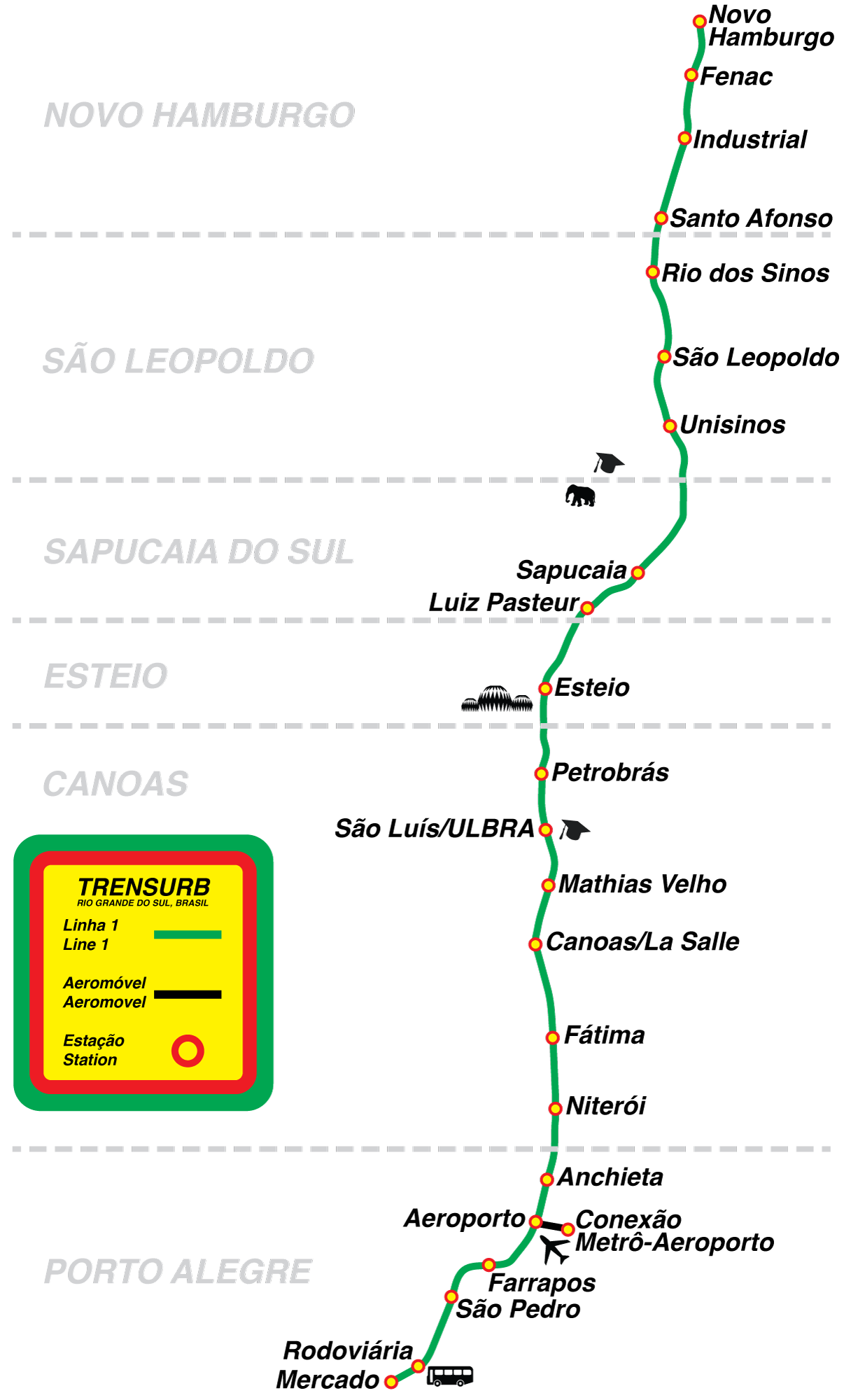
Map of the Porto Alegre Metro system.

## نگارخانه

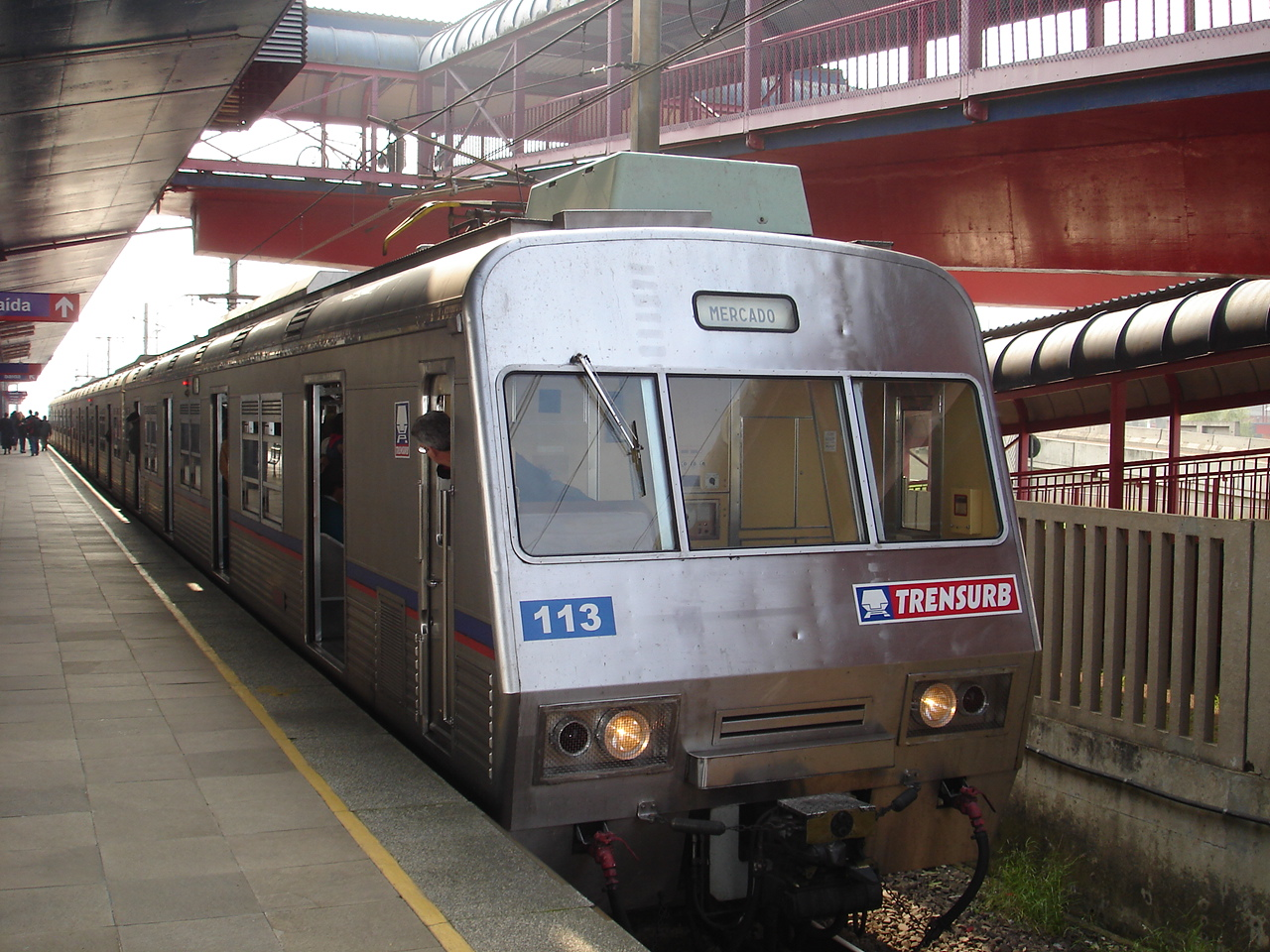
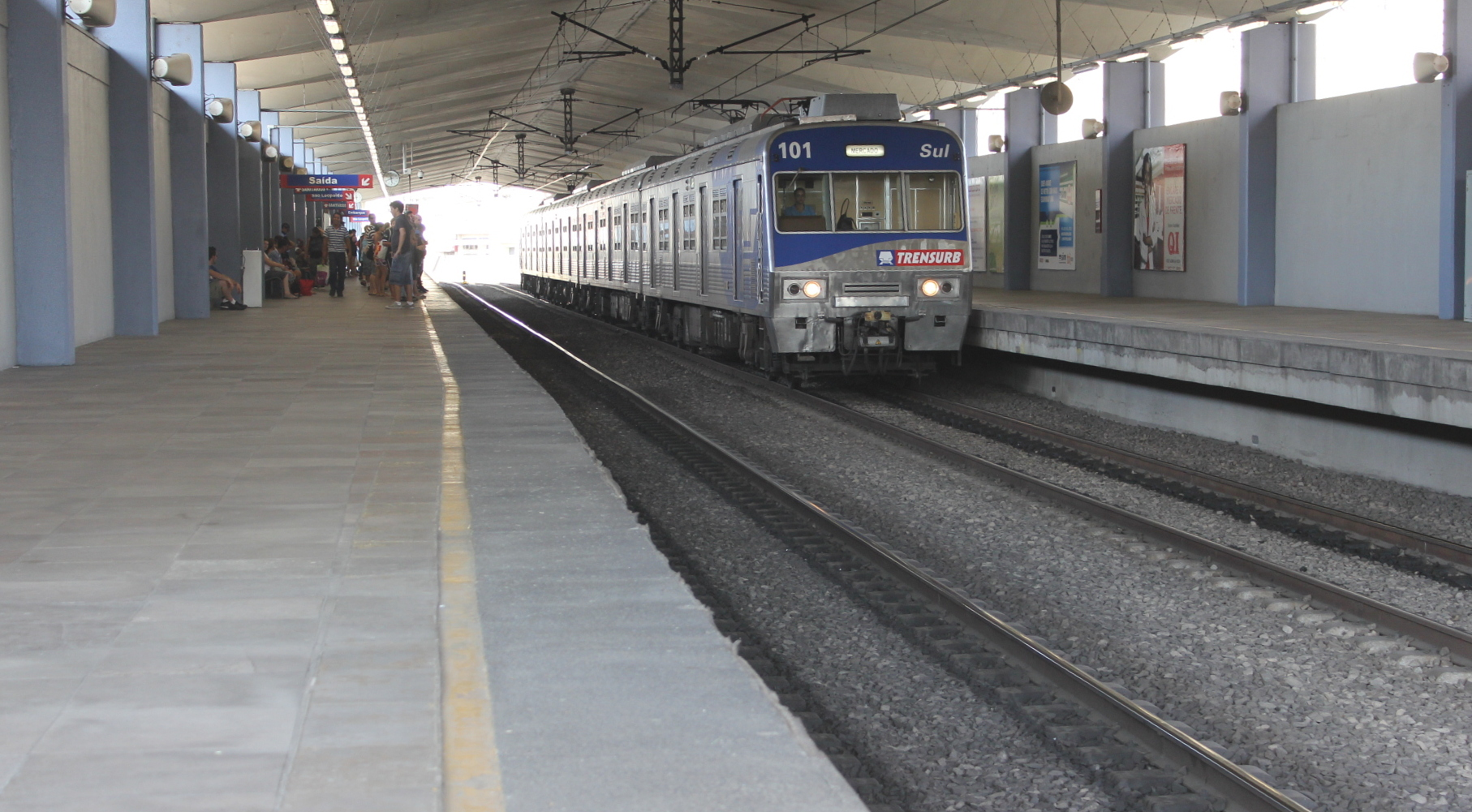
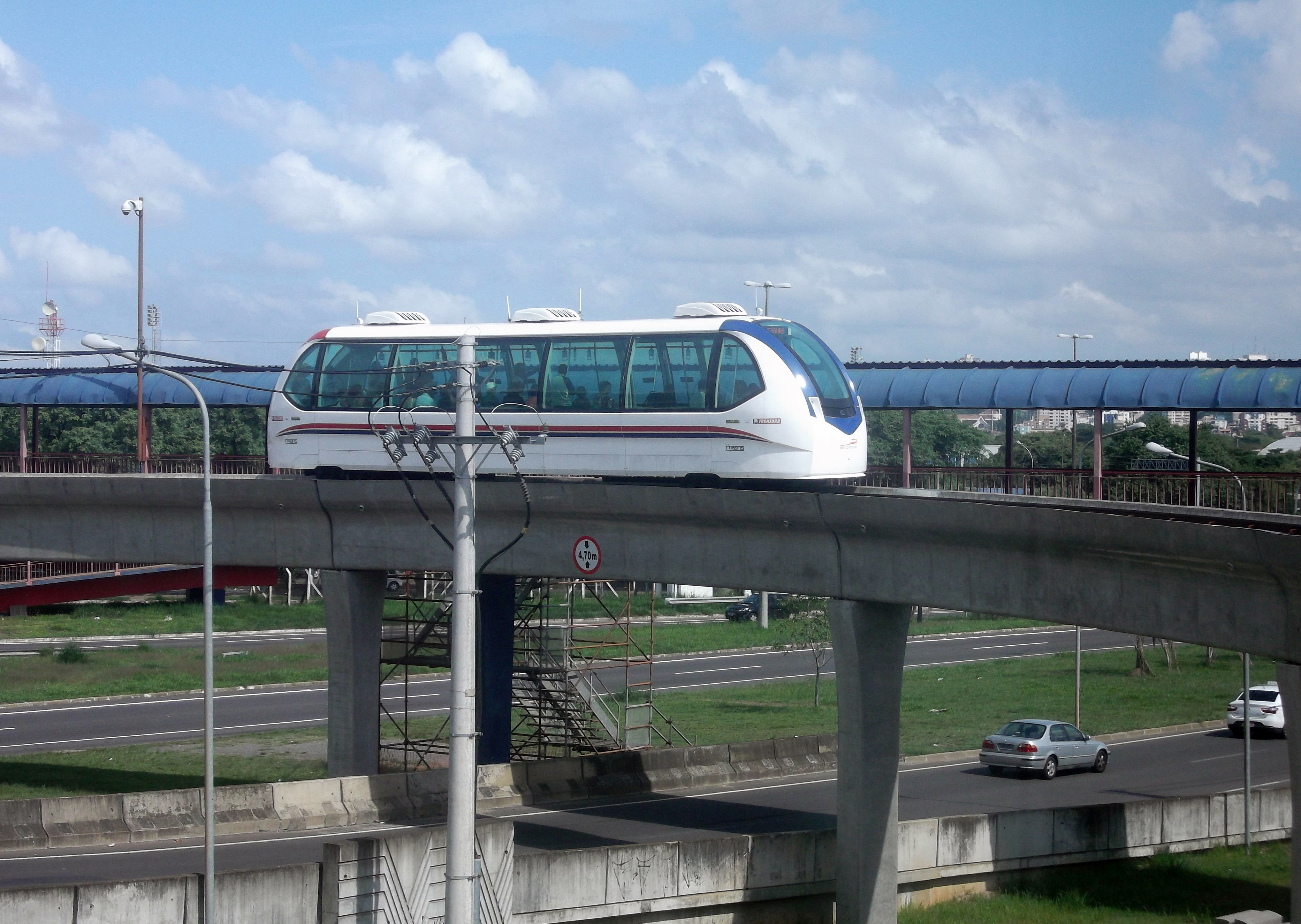